# Jozef Zieleniec
Jozef Zieleniec (n. 28 mai 1946) este un om politic ceh, membru al Parlamentului European în perioada 2004-2009 din partea Cehiei. 
1. ↑  The Fine Art Archive, accesat în 1 aprilie 2021
2. 1 2  Czech National Authority Database, accesat în 23 noiembrie 2019
3. ↑  „Jozef Zieleniec”, Gemeinsame Normdatei, accesat în 15 decembrie 2014
4. ↑  Deputații în Parlamentul European
5. ↑  Data Poslanecké sněmovny a Senátu, accesat în 14 ianuarie 2020
6. ↑  Data Poslanecké sněmovny a Senátu, accesat în 15 ianuarie 2020
7. 1 2  Číselník volebních stran - Volby do zastupitelstev obcí konané 23.09. – 24.09.2022 (în cehă), Český statistický úřad[*], accesat în 3 septembrie 2022